# Red Roses for a Blue Lady
Red Roses for a Blue Lady è una canzone popolare statunitense del 1948 di Sid Tepper e Roy C. Bennett. 

## Descrizione
Essa è stata registrata da diversi artisti. La versione più nota venne realizzata da Vaughn Monroe e dalla sua Orchestra Vocalists: Vaughn Monroe and The Moon Men, il 15 dicembre 1948. Venne pubblicata dalla RCA Victor Records con il numero di catalogo 20-3319 (in USA) e dalla EMI su etichetta His Master's Voice con i numeri BD 1247, HN 3014, HQ 3071, IM 13425 e GY 478. Raggiunse presto la classifica di Billboard magazine il 14 gennaio 1949 e vi rimase per 19 settimane, raggiungendo il #4.
Un'altra registrazione venne fatta da Guy Lombardo e da i suoi Royal Canadians il 22 dicembre 1948. Venne pubblicata dalla Decca Records con il numero di catalogo 24549. Raggiunse la classifica Billboard magazine il 4 febbraio 1949 e vi rimase per 13 settimane, raggiungendo la 10ª posizione.
La canzone venne ripresa nel 1965 da Vic Dana, Wayne Newton e da Bert Kaempfert in versione orchestrale. La versione di Dana ebbe maggior successo, raggiungendo il 10º posto della classifica pop. Quella di Kaempfert giunse all'11ª posizione della stessa classifica e alla 3ª in Austria. La versione di Wayne Newton fu la meno apprezzata e raggiunse soltanto il 23º posto. Tutte e tre comunque entrarono nella classifica Billboard's Easy listening. Un LP registrato da Andy Williams divenne popolare nelle trasmissioni radio.
Bruno Balz ne scrisse una versione in tedesco. Il titolo era Ich sende dir Rosen. Il Die Cornel Trio la registrò a Berlino il 15 ottobre 1952. La canzone venne pubblicata dallay Electrola con il numero di catalogo EG 7848.